# Селище радгоспу «Труд»
Селище радгоспу «Труд» (рос. Посёлок совхоза «Труд») — селище у Петропавловському районі Воронезької області Російської Федерації.
Населення становить 74 особи. Входить до складу муніципального утворення Старокриушанське сільське поселення.

## Історія
Населений пункт розташований у межах суцільної української етнічної території, частини Східної Слобожанщини. До Перших визвольних змагань належав до Воронезької губернії.
Згідно із законом від 15 жовтня 2004 року входить до складу муніципального утворення Старокриушанське сільське поселення.

## Населення
| 2010 |
| ---- |
| 74   |